# Hannah Schmitz
Hannah Schmitz z domu McMillan (ur. w maju 1985) – brytyjska inżynierka pracująca dla austriackiego zespołu Formuły 1Red Bull Racing jako główna inżynierka ds. strategii. Jest powszechnie uważana za jedną z najważniejszych kobiet w historii Formuły 1. Odegrała kluczową rolę w zdobyciu przez Red Bulla tytułów w latach 2021 (tylko tytuł kierowców), 2022 i 2023.

## Życiorys

### Edukacja
Mieszkała w Londynie, po czym przeprowadziła się do Cambridge. W 2009 Schmitz uzyskała tytuł magistra inżynierii mechanicznej na Uniwersytecie w Cambridge, ze szczególnym uwzględnieniem teorii optymalizacji, analizy regresji i modeli statystycznych. Była aktywnie zaangażowana w kilka projektów, m.in. w Solar Team i projekt dotyczący energii słonecznej w Chile.

### Kariera
Schmitz rozpoczęła karierę w Red Bull Racing w listopadzie 2009 jako inżynierka ds. modelowania i strategii. Zajmowała się badaniami i rozwojem nowych sposobów do symulacji strategii, tworząc raporty z testów i przyszłe strategie. W 2011 objęła stanowisko starszej inżynierki ds. strategii. Odegrała kluczową rolę w zarządzeniu strategią Red Bulla. Decyzje podejmowała, bazując na danych telemetrycznych i informacjach zwrotnych od kierowców. Brała udział we wszystkich Grand Prix. W 2021 Schmitz awansowała na stanowisko głównej inżynierki ds. strategii.
Jest uważana za jedną z najważniejszych osób przyczyniających się do sukcesów Red Bulla. Uznanie zyskała po Grand Prix Brazylii w 2019. Gdy Max Verstappen prowadził w wyścigu, Schmitz zdecydowała się na ściągnięcie go do boksu. Mimo ryzyka, że kierowcy nie uda się odrobić straconego czasu w alei serwisowej, Verstappen wygrał GP Brazylii.
W 2022 na Węgrzech Schmitz tuż przed wyścigiem została podjęta decyzja o zmianie opon, na których miał startować Max Verstappen. Dzięki nowej strategii kierowca, mimo startu z 10 pozycji i utraty kontroli nad bolidem w wyścigu, wygrał GP Węgier.
Podczas Grand Prix Monako 2022 kierowcy Red Bull Racing startowali z trzeciego i czwartego miejsca, dzięki decyzji Schmitz o zjeździe kierowców do pit stopu na opony typu slick, udało się nadciąć kierowców Ferrari. Umożliwiło to Sergio Perezowi wygranie wyścigu. Verstappen zajął III miejsce.
W USA w 2023 na torze COTA Max Verstappen przystępował do wyścigu z szóstej pozycji. Schmitz wybrała strategię na dwa pit stopy. Kierowca wygrał GP USA.
Otrzymała nagrodę Female Engineer of the Year Award.

### Życie osobiste
Jest mężatką i matką dwojga dzieci.